# Chiesa di San Lorenzo Martire (Pozzolengo)
La chiesa di San Lorenzo Martire è la parrocchiale di Pozzolengo, in provincia di Brescia e diocesi di Verona; fa parte del vicariato del Lago Bresciano.

## Storia
La prima citazione di un luogo di culto in paese risale al 1145, allorché papa Eugenio III nella bolla papale Piae postulatio voluntatis confermò l'appartenenza della plebem Puzolengi cum capellis et decimis alla diocesi veronese; la pieve, dedicata a san Giacomo, è menzionata nuovamente in una bolla del 1154 di papa Anastasio IV.
Sul finire del Duecento la parrocchialità venne trasferita nella cappella di San Lorenzo in castello, per poi essere traslata nel 1530 nella chiesa di Santa Maria, risalente forse al secolo precedente; quest'ultimo luogo di culto il 15 marzo 1675 fu reintitolato a san Lorenzo.

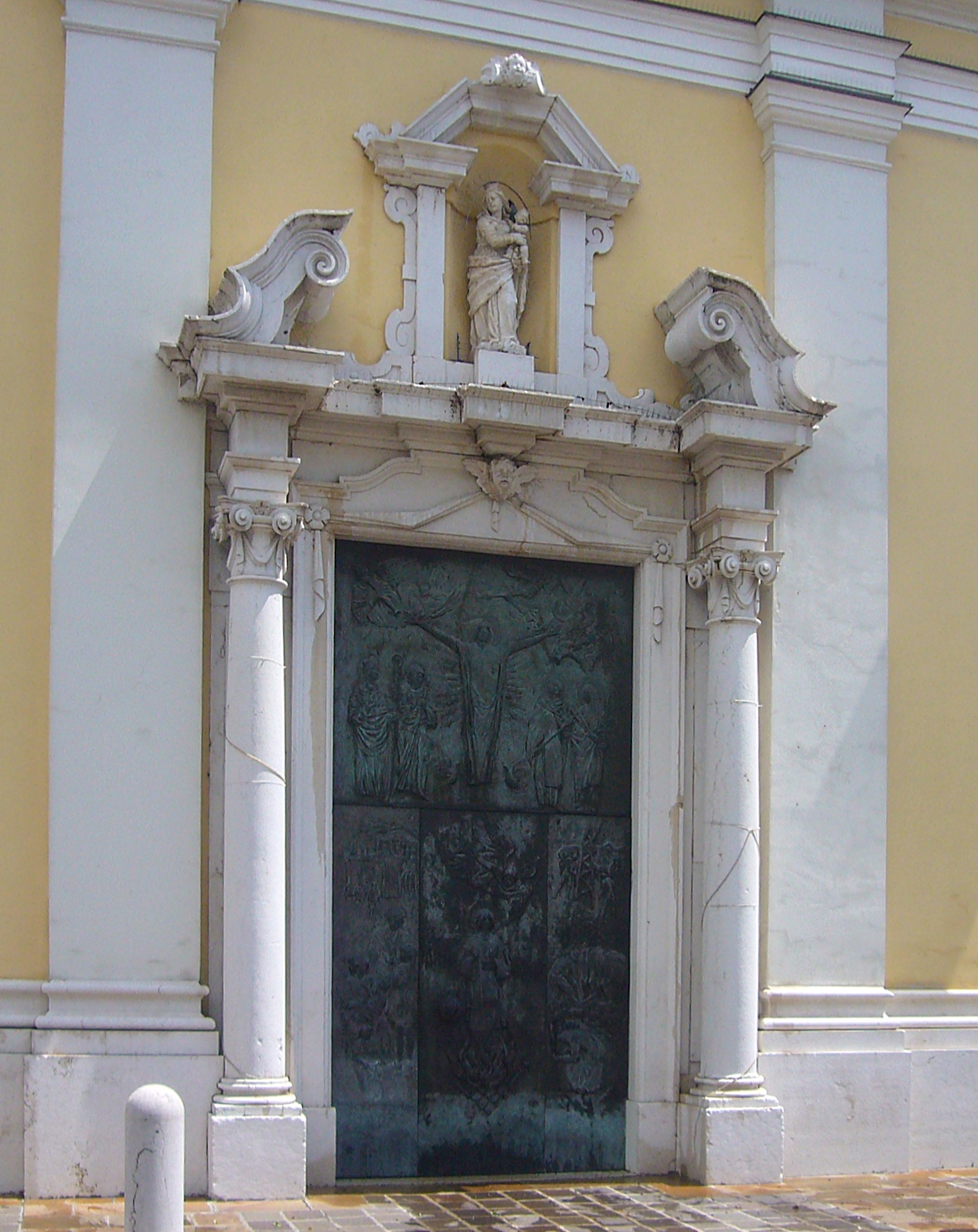
Il portale d'ingresso

Nel 1679 iniziarono i lavori di riedificazione della chiesa, poi portati a compimento nel 1702; la struttura venne ampliata e dotata del transetto nel 1793 e quindi consacrata il 23 aprile del medesimo anno.
Un nuovo intervento di ingrandimento fu condotto fra il 1839 ed il 1845 su disegno dell'architetto Luigi Donegani; si provvide a prolungare la navata e a rimodellare l'interno. Pochi anni dopo, nel 1849, venne progettata una nuova torre campanaria che però non fu mai effettivamente innalzata.
Nella seconda metà degli anni sessanta la parrocchiale venne interessata dall'adeguamento liturgico secondo le norme postconciliari, in occasione del quale si procedette alla modifica delle balaustre del presbiterio e all'aggiunta dell'altare rivolto verso l'assemblea.

## Descrizione

### Facciata
La facciata della chiesa, rivolta a occidente, è suddivisa da una cornice marcapiano in due registri, entrambi scanditi da lesene; quello inferiore presenta al centro il portale d'ingresso, affiancato da colonnine e sormontato da una statua inserita in una nicchia, mentre quello mediano è caratterizzato da una finestra e coronato dal timpano di forma triangolare in cui si legge la scritta "DOM".
Annesso alla parrocchiale è il campanile a base quadrata, la cui cella presenta su ogni lato una monofora ed è coronata dal tetto a quattro falde.

### Interno
L'interno dell'edificio si compone di un'unica navata, sulla quale si affacciano le quattro semi-cappelle laterali e i bracci del transetto e le cui pareti sono scandite da lesene e colonne sorreggenti la trabeazione modanata e aggettante sopra la quale si imposta la volta; al termine dell'aula si sviluppa il presbiterio, rialzato di due gradini e chiuso dall'abside di forma semicircolare.
Qui sono conservate diverse opere di pregio, tra le quali i medaglioni che rappresentano San Lorenzo martire in gloria e la Madonna in gloria, il dipinto con soggetto l'Ultima Cena, eseguito da Licinio Speri, la tela ritraente San Luigi Gonzaga, firmata da Andrea Pozzo, l'altare dell'Assunzione, impreziosito da una tela di Andrea Celesti, la pala raffigurante il Martirio di San Lorenzo, realizzato nel 1843 da Gabriele Rottini, e l'organo, costruito da Bartolomeo Antegnati nel 1600.